# Бехгофер, Карл Эрик
Карл Эрик Бехгофер (англ. Bechhöfer, Bechhofer, позднее Bechhofer Roberts; псевд.: Charles Brookfarmer, Ephesian и др.; 21 ноября 1894, Лондон — 14 декабря 1949, Доркинг, Суррей, Великобритания) — британский журналист и писатель, адвокат-барристер. Встречается также передача его фамилии как Бехофер, Бечхофер, Бичхофер.

## Биография
Родился в Лондоне, где провел детство. С 17 лет путешествовал по миру. Увиденное описал в нескольких книгах: «Россия на распутье» (1916), «В деникинской России и на Кавказе, 1919—1920» (1921), «По голодающей России» (1921) и «Дневник скитальца: Некоторые воспоминания о путешествиях по Индии, Дальнему Востоку, России, Средиземноморью и другим местам» (1922). Владел несколькими иностранными языками, неплохо говорил по-русски. Писал художественные книги, биографии и пьесы. На протяжении нескольких лет, начиная с 16-летнего возраста, публиковался в еженедельнике А. Р. Ораджа «New Age». В номере от 25 ноября 1915 года был опубликован его перевод пьесы Н. Н. Евреинова «Веселая смерть». В номере от 28 июня 1917 года — интервью Бехгофера с Н. Гумилёвым. В книге «В деникинской России и на Кавказе» Бехгофер описывает свои встречи с Г. И. Гурджиевым, впервые на английском языке. В 1920 году перевёл поэму А. Блока «Двенадцать».
В 1925—1926 годах опубликовал несколько детективных и фантастических рассказов в журнале «The Strand Magazine». Перевод одного из этих рассказов, «Подводный остров» («The Island under the sea»), на русский язык появился в журнале «Всемирный следопыт» в 1926 году.
В 1930-е годы написал несколько романов и пьес в соавторстве с английским писателем Джорджем Гудчайлдом (George Goodchild, 1885—1969).
В Англии в 1945 году по его детективному роману «Дон Чикаго» (1940) был снят фильм (Don Chicago (англ.) на сайте Internet Movie Database).
Во 2-й половине 1940-х годов под его общей редакцией выходила серия книг «Old Bailey trial series» о судебных процессах в лондонском уголовном суде Олд-Бейли.

## Сочинения
- Интервью с Н. Гумилевым // Гумилев Н. С. Соч.: В 3 т. Т. 3. М., 1991.
- Russia at the cross-roads / with an introduction by A. H. Murray. London: K. Paul, Trench, Trubner; New York: E. P. Dutton, 1916.
- In Denikin’s Russia and the Caucasus, 1919—1920: Being the record of a journey to South of Russia, the Crimea, Armenia, Georgia and Baku in 1919 and 1920 / With an introd. by Alfred E. Zimmern. London etc., 1921. Репринт: ISBN 0-405-03077-0.
- Through starving Russia: being the record of a journey to Moscow and the Volga provinces in August and September 1921 / with 15 photos by the author. London: Methuen, 1921. Репринт: ISBN 0-88355-440-2.
- A wanderer’s log: being some memories of travel in India, the Far East, Russia, the Mediterranean & elsewhere. London: Mills & Boon, 1922.
- The literary renaissance in America. London: W. Heinemann ltd., [1923].
- Winston Churchill, being an account of the life of the Right Hon. Winston Leonard Spencer Churchill… / by Ephesian [pseud.]. London: Mills & Boon, [1927].
- This side idolatry, a novel based on the life of Charles Dickens. Indianapolis: The Bobbs-Merrill company, [c1928].
- The mysterious madame: Helena Petrovna Blavatsky; the life & work of the founder of the Theosophical society, with a note on her successor, Annie Besant. New York: Brewer and Warren, 1931.
- The truth about spiritualism. London: Eyre & Spottiswoode, 1932.
- Bread and butter… London: Jarrolds, limited [1936]. (У. М. Теккерей).
- Paul Verlaine. London: Jarrolds, 1937.

### Переводы с русского языка
- Five Russian plays: with one from the Ukrainian / translated from the originals with an introduction by C. E. Bechhofer. London: K. Paul, Trench, Trubner; New York: E. P. Dutton, 1916. (Н. Н. Евреинов «Красивый деспот», «Веселая смерть»; Д. И. Фонвизин «Выборы гувернера»; А. П. Чехов «Юбилей», «Свадьба»; Леся Украинка «Вавилонское пленение»). Репринт: ISBN 0-8486-2016-X. (online)
- A Russian anthology in English / Ed. by C. E. Bechhofer. London: K. Paul, Trench, Trubner ; New York: E. P. Dutton, 1917.
- Blok A. A. The twelve / Translated with an introduction and notes by C. E. Bechhofer; with illustrations by M. Larionov, 1920.